# 哥吉拉vs王者基多拉
《哥吉拉vs王者基多拉》（日語：ゴジラvsキングギドラ）是一部1991年上映的日本怪獸電影，由大森一樹編劇和執導、川北紘一擔任特攝、富山省吾製作。該片由東寶發行，由旗下的東寶影業公司製作，是哥吉拉系列電影第18部電影及平成系列的第三部作品。電影以虛構的怪獸角色哥吉拉和王者基多拉為特色，主演包括豐原功補、中川安奈、小高惠美、佐佐木勝彥、小林昭二、土屋嘉男。故事圍繞著來自未來的時間旅行者說服日本政府返回過去，防止哥吉拉變異，卻在王者基多拉入侵日本後，揭示出背後的真正動機。
本作品的製作團隊在系列中與前一部電影《哥吉拉vs碧奧蘭蒂》基本保持不變。由於前作在票房上的失敗，原因是缺乏兒童觀眾和據稱與《回到未來》系列競爭，因此的製片人被迫製作一部帶有更多幻想以及時間旅行要素。在設定及背景基調上也做出了更改。該電影是自1975年的《機械哥斯拉的逆襲》以來第一部由伊福部昭回歸新編配樂的系列電影。
《哥吉拉vs王者基多拉》後1991年12月14日在日本上映，實得盈利14億5000萬日圓，為當年日本電影盈收第8名。並在1998年由哥倫比亞三星影業將其直接發行到北美市場。儘管影評家給予的評價褒貶不一，但本作在票房上比前作更為成功。由於其被視為具有國粹主義主題，該片在日本以外地區引起爭議。本片在台灣上映時片名為「六度空間大水怪」，香港的片名為「戰龍哥斯拉之魔龍復仇」。

## 概要
本片為東寶創立60周年紀念作品，並以充滿意外性的故事，包括透過時間旅行改變哥斯拉誕生歷史等情節作為主題。此外，在哥斯拉受到輻射而變成怪獸之前，還出現了名為「哥斯拉龍」的恐龍，揭示了哥吉拉誕生的秘密。導演和編劇大森一樹以此片為自己作為東寶特攝電影的總結，包括此前參與的怪獸電影、科幻片和戰爭片等作品。
其中，哥吉拉與基多拉的對決是自1972年上映的系列第12部《地球攻擊命令 哥吉拉對蓋剛》以來19年來的首次，也是該系列唯一一場一對一的對決。在改題再上映版本中，基多拉首次冠上「王者基多拉」的標題。在這部作品中，哥斯拉的身高從前作的80公尺增加到了100公尺。此外，基多拉也從昭和系列中的邪惡宇宙怪獸轉變為由未來人創造的怪獸。
由於這部影片選用了過去受歡迎的怪獸，因此在幼年時觀看昭和系列，如今父母的一代能夠共同享受這部作品，創造出親子兩代的粉絲基礎。雖然存在时间悖论，這是東寶特攝電影中首次將時間旅行作為故事的關鍵特點，最初曾引起了一些批評。導演大森表示，他在此部的製作中優先考慮導演的職位，因而有意無視歷史的改變，希望在觀影過程中不會讓人感到不適。此外，影片還受到好萊塢科幻電影的影響，例如「人類模擬的人工智能」（來自《魔鬼終結者》）和「在高潮戰鬥中使用機器人的女英雄」（來自《異形2》），以及一個名為「史匹柏上校」的人物登場等。考慮到怪獸橫掃日本已成為恆例，各地的地方媒體也與之合作進行額外的拍攝，透過迎合怪獸破壞的場景和小型模型來進行聯動合作。這種合作模式在商業上獲得成功，特技導演川北紘一指出，前作確立了系列的方向性，而這部作品則確立了往後哥吉拉系列的商業模式。

## 故事大綱
《哥吉拉vs碧奧蘭蒂》事件的三年後，即1992年7月，關東地區上空突然現出一架巨大的不明飛行物（母艦）。不久之後，飛行物在富士山麓降落，出現了自稱為23世紀地球聯邦機構使者的威爾遜、格倫奇科和艾美·卡諾。他們提出稱哥吉拉將在2204年消滅日本，基於作家寺澤健一郎在《哥吉拉的誕生》一書中提到的一個假設，即「生活在拉哥斯島上的恐龍，在1954年的比基尼环礁核试验中因核爆炸而變異成哥吉拉」，他們提出一項計畫，旨在「在恐龍遭受核實驗之前將其轉移到其他地方，徹底消除哥吉拉的存在」。日本政府接受了這一提案，並由寺澤、來自國立超科學研究中心的成員三枝未希、古生物學家真崎洋典、未來人艾美和人造人M11一同搭乘時光機「KIDS」進行一次時光旅行，回到了1944年，時值第二次世界大战的馬紹爾群島·拉哥斯島。
在那裡，團隊們目睹了一隻名為哥吉拉龍的恐龍。哥吉拉龍襲擊了侵犯其領土的美軍，最終拯救了由新堂靖明率領的日本軍拉哥斯島守備隊，但哥吉拉龍卻因艦砲轟擊中受傷而倒下。日本軍隊上前向哥吉拉龍敬禮致意並撤退後，寺澤等人使用物質傳送裝置將奄奄一息的哥吉拉龍轉送到了白令海，讓其遠離日後核子試爆造成的放射性汙染。自此，曾經沉睡在日本海的哥吉拉消失了，但當眾人回到1992年的日本後，卻看見了此時正在大肆破壞福岡市的三頭巨大怪獸「王者基多拉」的身影。原來先前艾美帶著三隻同來自未來的人造寵物「杜勒獸」上時光機，但在離去前偷偷放走牠們，在核爆試驗按計畫進行後三隻杜勒獸結合並突變成王者基多拉。
深受祖國慘況影響的艾美無法認同威爾遜的越線行為，因此偷跑出母艦後向寺澤坦承，23世紀的日本已經發展成超級大國，超越美國、蘇聯和中國，甚至買下了整個南美洲和非洲，以壓倒性的軍事和經濟實力主導全球。其中政府的組織成員如威爾遜等人，致力於糾正這種國力差距，計劃利用可控制的怪獸基多拉威脅20世紀的日本，以削弱23世紀的日本實力。然而發現異狀的威爾遜派出M11跟蹤兩人並展開飛車追逐，回到母艦上的艾美為M11進行修理並偷偷置換他的程式使M11聽命於自己。
在這危機面前，曾被哥吉拉龍拯救而保住一命的帝洋集團總裁新堂，為了復活哥吉拉，計劃派遣核子動力潛艇「武藏二號」前往白令海。期間，未希透過心靈感應察覺到白令海有一個不同於哥吉拉龍的巨大影子。原來，哥斯拉龍受到偶然沉沒的蘇聯核潛艇核燃料的影響，已經變異成哥吉拉。復活的哥吉拉擊沉了武藏二號，吸收了其核能量變得更加強大，然後登陸日本，在北海道的荒野與基多拉對峙。新堂喃喃自語著：「它將再次為我們戰鬥......」哥吉拉與威爾遜操控的基多拉進行激烈的戰鬥，但當艾美摧毀了基多拉的控制裝置後，情勢逆轉，哥吉拉將基多拉沉入鄂霍次克海，同時摧毀了威爾遜的母艦。然而，哥吉拉卻反過來面對日本，首先摧毀札幌市，並再次破壞東京，哥吉拉在接近帝洋集團總部大樓時發現孤獨的新堂。哥斯拉在一瞬間沈默，然後大聲咆哮，同時摧毀了整座大樓，包括新堂。
為了拯救日本免受哥吉拉的威脅，寺澤等人提出了一個計劃，使用23世紀的技術再生基多拉，讓其再次與哥吉拉對戰。為了實現這一計劃，艾美承諾返回未來後離開現代。儘管在哥吉拉的破壞下，23世紀的日本變得極為貧困，但在鄂霍次克海，基多拉仍然保留著微弱的生命力。艾美將上次戰鬥中失去一顆頭顱的基多拉以金屬部件改造成「機械基多拉」，並把M11植入成控制艙中的超級電腦。機械基多拉透過光束攻擊哥吉拉卻無法對其造成實質傷害。哥吉拉則通過不懈地用其原子吐息攻擊基多拉，然而基多拉發射捕捉器來拘束哥吉拉。最後機械基多拉將哥吉拉帶離日本，但哥吉拉對其發射原子熱線，使兩者一同墜入海中。
艾美最後與M-11返回未來，在離去之前告訴寺澤自己是他的後代。在海底，哥吉拉醒來，對著機械基多拉的殘骸咆哮後，隨後游走而去。

## 登場怪獸
- 哥吉拉龍，生存於拉哥斯島上的古代恐龍，在二戰時期無意間救了防守在島上的日本士兵。在重傷後受到核爆影響突變為哥吉拉。
- 王者基多拉，台譯大水怪，23世紀未來人利用核能影響突變生出的三頭怪獸，全身披覆金色鱗甲，頭部造型類似中國神話裡的龍。與哥吉拉作戰後沉入海底，被23世紀的人改造成機械王者基多拉（台譯六度空間大水怪）。
- 杜勒獸，生物基因工程做出來的小寵物，受到核能影響突變為王者基多拉

## 登場角色
艾美·卡諾（エミー・カノー）
飾演者：中川安奈
本作的女主角。她是23世紀地球均等環境會議中的溫和派成員，25歲。他和威爾遜、格倫奇科透過時間跳躍來到1992年的現代。起初，她以「對現代人的警告」為名與威爾遜等人同行，協助進行消滅哥吉拉行動。然而，對於威爾遜等人試圖通過引入新的基多拉來攻擊現代日本，以削弱其國力的計劃感到反感，轉而開始支持寺澤等人。
在M11試圖用武力帶她回去時，她一邊大聲反駁，一邊試圖驅趕他；並主動駕駛機械基多拉以挑戰哥斯拉，展現出堅強而積極的女性形象。實際上事實上，他是寺澤的後代。在本編中，她並未告訴寺澤本人，但在小說版本中，她在分別前最後一刻透過螢幕告訴了他。在小說版本中，她悄悄現身在寺澤和千晶的婚禮派對上，請求千晶將一個掛有她和母親照片的吊墜交給自己。
艾美的髮型和服裝也隨著她內心和立場的變化而變化。扮演者中川表示，她將未來人的元素交由劇本中描述的機械操作等方面，在詮釋中並未特意意識到未來人和現代人的區別。
寺澤健一郎（てらさわ けんいちろう）
一位專攻超常現象的非小說作家，年齡33歲。他追蹤著「在太平洋戰爭時代看到恐龍」的紀錄，隨著這一線索提出關於哥吉拉誕生的假設，並計劃在名為《哥吉拉誕生》的著作中出版，因此深深地牽涉到這次的事件。他住在自己以撰寫的超能力相關著作的收入建造的獨棟房子，但他本人考慮轉向人物相關的非小說作品。他血氣方剛和強壯的體魄，使他甚至與威爾遜動手打鬥。在電影結局最終，《哥吉拉誕生》未能引起足夠的話題，但在小說版本中，由於艾米改變了歷史，這本書成為了國際暢銷書籍。
三枝未希
飾演者：小高惠美
超能力者，現在是國立超科學研究中心哥吉拉小組的成員，年齡20歲。
在三年前與碧奧蘭蒂的戰鬥之後，她一直在監視著被追趕到日本海的哥斯拉超過兩年。在這次的出現中，除了監視哥吉拉外，為了透過心靈感應確認哥斯拉和哥斯拉龍的關係，她與艾米和寺澤等人一起進行了時光旅行，並在1944年的拉哥斯島上遭遇了哥斯拉龍。雖然她使用超能力的場面不多，但在本作中，她感知到了在白令海游動的哥斯拉。
未希原計劃在《摩斯拉VS巴岡》中引入作為與哥斯拉系列的聯繫，由於上述流程，在他在本作中被規劃作為要角登場，在前作中由於超能力少女的設定，小高努力使表演不流露出生活氣息，但在這部作品中，由於未來人艾美的出現，她被有意識地展現了現代20歲女性的特徵。
森村千晶（もりむら ちあき）
飾演者：原田貴和子
《MU》雜誌的編輯記者，寺澤的戀人，年齡29歲。他和寺澤一起前往真崎和新堂的地方進行採訪。雖然沒有直接參與本作一系列事件，但在結局的場景中，她和寺澤一起目送著艾米乘坐的KIDS返回23世紀。
在正片中，他和艾米的血緣關係並不明確，但在小說版本中，由於艾米的母親和千晶長得一模一樣，暗示了她們之間的血緣關係。最初的劇本並未計劃她在結局場景中登場，但由於大森的意向，她在拍攝前一天突然登場。然而千晶將完成的《哥斯拉誕生》交給寺澤的場景，由於周圍的反對而未能實現。在書籍《哥斯拉大百科》中，則對千晶出場較少感到惋惜。
土橋竜三（どばし りゅうぞう）
飾演者：小林昭二
內閣安全保障室室長，50歲。他是重新組織保障室內「G Room」的中心人物，負責應對兩大怪獸的應對措施。為了對抗基多拉，他提出重新誕生哥吉拉的建議，但未能親自執行。
在下一部作品《哥吉拉vs摩斯拉》中，他被調派到國家環境計劃局。
真崎洋典（まさき ひろのり）
飾演者：佐佐木勝彥
古生物學家，東都大學古生物学教授，48歲，他性格溫和，專攻恐龍，並提出一些恐龍可能在6550萬年前的大規模滅絕中存活下來的恐龍存活理論。由於接受了寺澤的採訪，他和寺澤以及未希一起參與了哥吉拉的消滅行動。之後，他前往國立超科學研究中心協助。
威爾遜
飾演者：查克·威爾遜
來自23世紀的人，地球均等環境會議的激進成員。為了實施消耗20世紀日本國力的計劃，他入侵地球聯邦機構的MOTHER，與格倫奇科等人一起於1992年現身於日本。在偽裝為拯救日本未來的名義，將哥吉拉從歷史中抹殺後，用他們操縱的基多拉襲擊了日本。雖然他的初始計劃因為艾米的背叛而失敗，但他笑著說：「基多拉已經不再需要。我們的目的哥斯拉會實現。」最終，在與艾米等人的搏鬥中被打暈後，和MOTHER一同被傳送到了網走市的哥吉拉面前，被放射熱線吹飛而死亡。
林田（はやしだ）
飾演者：山村聰
內閣總理大臣。他親自與威爾遜等人進行會談，但當他得知對方真正的目的是利用基多拉的力量來支配現代的日本時，表現出憤怒。在小說版本中，他和新堂是大學同學，並且在正篇中有更多的互動，登場比電影還要頻繁。
莫爾茲
飾演者：東銀之介
23世紀地球聯邦機構的代表，與艾美一同使用深海調查艇回收海底的基多拉。
池畑益吉（いけはた ますきち）
飾演者：上田耕一
在博多經營燒烤雞串攤的老人，65歲。在太平洋戰爭期間是新堂的部下，他在拉戈斯島遇到了哥吉拉龍]。由於在展覽會「恐龍世界」現場未經允許演講了那次的經歷，成為寺澤的採訪對象。
演員上田耕一表示，由於這是他第一次演老年角色，因此他煩惱該老化到什麼程度，但最終他注重內在，不強調年老的感覺，只是透過化妝呈現出適當的年齡。上田表示，由於池畑是一位敏感的人，他受到戰地經歷的影響，因此設法在真實和異常的邊界之間徘徊，在表演上更加注重這一點。雞串攤的背景中，是在大森進行拍攝考察時拍攝的福岡市長濱風景。攤子上懸掛的是東寶電影《聯合艦隊》的海報，但這個海報本身已經不存在了，拍攝時使用的是會長室的原畫。
格倫奇科
飾演者：理查德·伯傑
23世紀人，地球均等環境會議的激進成員，30歲。他是威爾遜的得力助手，與威爾遜一同操控基多拉。得知哥吉拉復活後，嘲笑20世紀的人類是「愚蠢的時代，是無法挽救的原始人們」。最後，他在與艾米等人的搏鬥中被打暈後，和MOTHER一同被傳送到了網走市的哥吉拉面前，被放射熱線吹飛而死亡。
M11（エムじゅういち）
飾演者：羅伯特·斯科特（演員）
2204年在地球誕生的23世紀未來人的高性能支援人形機器人。外觀和人類無異，但在操控KIDS和MOTHER、各種操作和防禦戰鬥方面展現了遠超人類的能力。他使用英語和一口一半的日語進行對話。外表可以被燒焦，但即使在火焰中仍能活動。在故事的前半部分，他作為威爾遜的手下暗中活動，但在中盤被艾米更換了頭部的命令系統程序後改變了指揮者，成為她的盟友。最終，他的AI被安裝在機械基多拉的座艙KIDS。
在設計方面，由於機械部分暴露，西川伸司進行了設計。在設計上受到了《終結者》的影響。吉田穣也參與了設計，但由於從特技班轉到了正篇美術，因此未能實現。在電影中，被卷入車輛爆炸的場景是使用特殊妝容拍攝的，而艾米更換光碟的場景則使用了與演員相似的模型。
藤尾猛彦（ふじお たけひこ）
飾演者：西岡徳馬
物理学家，國立超科學研究中心主任。在突然出現的MOTHER面前參加會議，協助內閣安全保障室。他是一位紳士風範且具有良知的人，當得知新堂將核潛艇送往白令海時，對他進行了強烈的譴責。在哥斯拉復活並一度擊敗基多拉後，他離開了G Room，但與寺澤等人一起目送了整個事件的結局。
新堂靖明（しんどう やすあき）
飾演者：土屋嘉男
帝洋集團董事長，75歲。同時是財界的巨頭，也是自稱為「恐龍博士」的恐龍狂熱者。過去曾在太平洋戰爭中擔任日本陸軍少佐，是拉戈斯島駐軍隊長。在即將玉碎中，由於哥吉拉龍的出現而擊散了美軍，從而最終得救，並在撤離拉戈斯島前向受傷的哥斯拉龍道謝並致意。退伍後，創辦了帝洋集團使日本成為經濟大國，但由於將核潛艇引入自己的公司等原因，他的企業倫理已經破產。在未來被改變之前，帝洋集團已成為世界最大的企業集團。
為了對抗基多拉，他提議重新喚醒哥斯拉作為對抗手段，並迅速將前述的核潛艇送往白令海。他曾將自己救過的哥斯拉龍視為「救世主」，幾乎神聖化了他，但最終認識到自己的認知錯誤。最後，他獨自一人留在新宿的總部大樓與哥斯拉再次相遇，進行了數次點頭，然後被放射熱線擊中，爆炸身亡。
飾演者土屋嘉男表示，導演大森一樹向他解釋了這個角色，稱其「與哥斯拉心靈交流的男人，是歷代唯一的角色」。特技導演川北紘一表示，土屋認為自己什麼都不做比較好，所以沒有進行特別的演技，他評價說是正因為土屋，這個角色才顯得生動。

## 演員
- 艾美·卡諾：中川安奈
- 寺澤健一郎：豐原功補
- 三枝未希：小高惠美
- 森村千晶：原田貴和子（日语：原田貴和子）
- 土橋龍三：小林昭二
- 真崎洋典：佐佐木勝彦
- 威爾遜：查克·威爾遜（日语：チャック・ウィルソン）
- 林田首相：山村聰
- MTC電視台記者：時任三郎
- 客座評論員：矢追純一
- 駐拉各斯島美軍上校：肯特·吉爾伯特（英语：Kent Gilbert）
- 拉各斯島美軍少校（史匹柏少校）：丹尼爾·卡爾（英语：Daniel Kahl）
- 美軍副官（美國海軍副官、拉各斯島美軍副官）：傑夫‧伯格倫德（日语：ジェフ・バーグランド）
- 莫爾茲：東銀之介（日语：東銀之介）
- MTC電視台攝影師：森末慎二
- 國家超科學研究中心研究員：風見慎吾（日语：風見しんご）
- 新堂的秘書：吉滿寛人（日语：吉満涼太）
- 防衛廳長官：佐原健二
- 航空幕僚長（高岡冬樹）：黑部进
- 統幕議長（統合幕僚会議議長）：仙波和之（日语：仙波和之）
- 陸上幕僚長（志村武雄）：荻原賢三（日语：荻原賢三）
- 海上幕僚長（平田大輔）：辰馬伸（日语：辰馬伸）
- 拉各斯島日本軍軍曹（ラゴス島守備隊軍曹）：渡邊哲（日语：渡辺哲）
- 自衛隊資訊處理官：小木茂光（日语：小木茂光）、坂田祥一郎（日语：坂田祥一郎）、井上康（日语：井上康）、秋田宗好（日语：秋田宗好）
- M101（機器人M101）：麥可·福卡農
- M102（機器人M102）：馬克·福坎農
- 電視解說員：藤本修子
- 池畑益吉：上田耕一（日语：上田耕一）
- 格倫奇科：理查德·伯傑（日语：リチャード・バーガー）
- M11（機器人M11）：羅伯特·斯科特（演員）（日语：ロバート・スコット_(俳優)）
- 藤尾猛彦：西岡徳馬（日语：西岡徳馬）
- 新堂靖明：土屋嘉男

### 未列名
- 疏散車廣播：大森一樹
- 地下商場顧客：川北紘一

### 戲服演員
- 哥吉拉：薩摩劍八郎
- 王者基多拉：破李拳竜（日语：破李拳竜）
- 哥吉拉龍：福田亘（日语：福田亘）

## 製作人員
- 製作：田中友幸
- 導演、編劇：大森一樹
- 特技導演：川北紘一
- 音樂監督：伊福部昭
- 製片人：富山省吾
- 攝影：關口芳則（日语：関口芳則）
- 美術：酒井賢（日语：酒井賢）
- 錄音：宮內一男
- 音響效果：伊藤進一（東洋音響カモメ）
- 燈光：粟木原毅
- 剪輯：池田美千子（日语：池田美千子）
- 助導演：米田興弘（日语：米田興弘）、松本清孝（日语：松本清孝）、井上隆、河畑孝夫、近藤孔明
- 製作負責人：德增俊郎
- 服裝設計：出川淳子
- 武術：宇仁貫三
- 汽車特技：Super Drivers
- 特殊技術
  - 攝影：江口憲一（日语：江口憲一）、大根田俊光（日语：大根田俊光）
  - 美術：大澤哲三（日语：大澤哲三）
  - 燈光：齊藤薫
  - 特殊效果：渡邊忠昭（日语：渡辺忠昭）
  - 造型：小林知己（日语：小林知己）、品田冬樹（日语：品田冬樹）、村瀨継蔵（日语：村瀨継蔵）
  - 操演：松本光司
  - 助導演：鈴木健二（日语：鈴木健二）、千葉英樹、神谷誠（日语：神谷誠）、北村太志
  - 製作負責人：小島太郎
- 特殊視覺效果：東京現像所（日语：東京現像所）、馬林郵政（日语：マリンポスト）、日本特效中心（日语：日本エフェクトセンター）、音響之家
- 資料提供：東京電視台、東海大學資訊技術中心（日语：東海大学情報技術センター）
- 協力：防衛廳
- 協賛：F-coop生活協同組合、Members博多Checkmate
- 製作協助：東寶映像美術（日语：東宝映像美術）、東寶工作室（日语：東宝スタジオ）、東寶錄音中心（日语：東宝サウンドスタジオ）、東寶服裝
- 製作協力：First Wood Entertainment
- 發行：東寶株式會社

## 製作

### 前期製作
《哥吉拉vs王者基多拉》由大森一樹負責編劇與執導，特技總監由川北紘一擔任。田中友幸仍被列為製片，但由於身體健康原因，實際工作重心逐漸轉向了製片人富山省吾。在前作中實際負責哥吉拉造型工作的小林知己，在本作中首次正式獲得了製作設計師的一職。
1990年，由於前作《哥吉拉vs碧奧蘭蒂》的票房表現不佳，原本打算以摩斯拉為主角的《摩斯拉VS巴岡》被提出。然而，東寶高層認為哥吉拉更有望取得好成績，因此決定讓在昭和哥吉拉系列中最受兒童喜愛的怪獸之一，也是在兒童問卷調查中被要求最多的王者基多拉登場。在電影早期的規劃中，曾有將敵人設定為外星人而非未來人的方案，但製片富山省吾表示由於缺乏現實感，最終選擇了未來人。大森表示，未來人的設定受到了電影《地球防衛軍》中X星人的啟發。。
由於大森認為在前作中擔任導演一職，並認為自己已經在作品中表達了對哥吉拉的情感，因此一開始對續集的邀約感到困擾。在考慮了能夠展開的新情節後，他決定描繪哥吉拉誕生的秘密。此外，根據DVD中大森的評論，23世紀日本的繁榮和一家公司擁有核潜艇等情節，反映當時正值經濟泡沫的日本，會擴張到何種程度的不確定性和警示。大森表示，時光旅行的元素是在前作上映時，田中友幸指出在隔壁戲院上映的《回到未來2》表現較好的情況下產生的。東寶製片人田中文雄在過去也曾提出過類似的企劃，但由於田中堅信時間旅行不屬於科幻主題，因此將其拒絕。田中文雄表示，大概是因為田中當時的狀況較差，所以才通過了本部電影的企劃。
據川北表示，基多拉襲擊天神的場景是對1958年電影《空中大怪獸拉頓》中天神襲擊場景的致敬。在劇情中的臨時標題是《基多拉VS哥吉拉（暫定）》，而在劇本中的標題呼叫部分則寫為《哥吉拉3》。

### 選角
本作主角以中川安奈為首，主要演員包括前作配角豐原功補、佐佐木勝彥及原田貴和子、小高惠美則再次出演繼前作登場的三枝未希。未來人和機器人的反派角色由外國演員查克·威爾遜、理查德·伯傑、羅伯特·斯科特（演員）等人演出。 此外，第一次參與該系列的西岡徳馬和小林昭二也首次出演哥吉拉系列。而東寶特攝電影的代表人物土屋嘉男在《傑索拉·加尼美·卡美巴 決戰！南海大怪獸》之後時隔21年再度參演，佐原健二則時隔16年自《機械哥吉拉的逆襲》之後再度出演。
土屋表示自己原本已經遠離哥吉拉，但被大森說服參演作為系列的巔峰之作。大森表示，由於土屋熱愛特攝電影，拍攝現場非常有趣，他本人和周圍的人都感到輕鬆。
據大森表示，最初就有意向使用與哥吉拉系列有淵源的演員，富山和大森作為東寶特攝的粉絲對土屋的出現感到高興，但田中和東寶上層則出於意識要徹底改變東寶特攝的形象，對此表示不滿。其他演員包括17年來首次出演首相角色的山村聰。常駐演員上田耕一扮演了曾在軍人時期目擊到恐龍的居酒屋老闆等各種角色，此外，還有15年來首次參演東寶特攝電影的演員，包括黑部進、時任三郎、肯特·吉爾伯特、 丹尼爾·卡爾、哥吉拉迷的森末慎二和風見慎吾等都在主要角色中客串出演。在新宿的戰鬥中，與自衛隊一起從大樓頂上拍攝的一些電視工作人員，是拍攝本作幕後製作紀錄片的工作人員。

### 特攝
本作品強調特攝部分，怪獸的出場時間比傳統作品更長。而本篇和特攝相互意識的場面也是其特點之一。。大森表示在前作中，他使用了與普通電影相同的一鏡到底的拍攝方式，但由於這樣的方式在特技方面並不適用，因此在這部作品中，他有意使用變焦鏡鏡頭、有意識地移動攝影機等手法，以接近特攝場景的效果。在拍攝方面使用了70毫米膠片的移動遮罩合成和高清合成。合成場景包括主要劇情有70個鏡頭，特技部分有200個以上的鏡頭。在新宿戰的場景中，通過前投影將戰鬥的哥吉拉和機械基多拉與前景的記者合成在一起。
特攝部分於5月10日開始工作、並在東寶第9號棚拍攝新宿副都心、福岡市、札幌市、網走市等場景和道具的微縮模型，前作中，由於川北的意圖是要隱藏操演的鋼索，因此戰鬥場景主要以夜晚為主，但在這部作品中由於大森的要求，白天的戰鬥成為主流。唯一的夜間場景是哥吉拉襲擊札幌的一幕。
前作《哥吉拉vs碧奧蘭蒂》的哥吉拉套裝在本作中再度使用，雖然經過輕微的修改。原始套裝用於陸地和全身鏡頭，頭部變得更寬更扁平，身體則被分為兩半。上半身在哥斯拉從海中出現並在角色首次與基多拉戰鬥的特寫鏡頭中使用。之前用於海上場景的則套裝經過修改，使肩膀更加圓潤，胸部、臉部更加突出，並在大部分電影中的哥斯拉場景中使用
。
重新設計的基多拉採用比其前作更先進的電線操控傀儡技術，川北設計了「哥吉拉龍」作為比哥吉拉本身更貼近古生物學的恐龍造型，這是向有志於執導自己的哥吉拉電影的美國製片人致敬，並希望使怪獸更加真實。大森的初稿指定成為哥吉拉龍是一隻暴龍，儘管這一點被生物設計師西川伸司拒絕，他表示他「不能接受一隻暴龍能成為哥吉拉」。最終的套裝結合了暴龍和哥吉拉的特徵，而在轟炸場景中使用了真正的章魚血。由於哥吉拉龍的手臂比哥吉拉的要小得多，套裝演員福田亘必須通過戲服內的槓桿來操作它們。生物的呼喚聲則利用大映公司的怪獸角色卡美拉的呼喚聲。

### 音樂
本作原接續前兩部作品的慣例，邀請廣受歡迎的作曲家再次負責音樂，但出於「超越最著名的主題曲是困難的」的意願，伊福部昭時隔16年自《機械哥吉拉的逆襲》以來再次擔任音樂製作，伊福部在此期間兩次因身體原因拒絕了關於哥吉拉電影音樂的請求，但因為這是第三次提出，遵循「三請不止」的原則，他最終接受了。
除了哥吉拉的主題曲被強調之外，伊福部還親自編排並重新使用了基於《宇宙大戰爭》、《金剛對哥吉拉》和《怪獸總進擊》中使用的旋律。伊福部表示，由於已經過去了幾十年，他考慮全面改變哥吉拉和基多拉的主題，但從朋友口中聽說「（請伊福部）可能是在尋找相似的音樂」，因此決定以過去的主題為中心進行重新編排。所謂的「哥吉拉主題曲」本來並不是關於哥吉拉的主題曲，但由於哥吉拉音樂的知名度很高，因此從本作品開始被用作更明確的主題曲。 異常的是，在戰機追逐基多拉的場景中，與前作一樣，從專輯《OSTINATO》中藉用了「ラドン追撃せよ」，但這是因為導演的意圖是以自衛隊為主體的場景，而伊福部已經為基多拉準備了主題，因此沒有時間重新創作。伊福部表示，由於當時的自衛隊在海湾战争中參戰等原因，感到勇氣不足，因此他對是否應該做進行了思考。
此外，作為接受條件，伊福部要求採用當時已經廢棄的「在攝影棚放映膠片時錄製音訊」的方法，進行了非常繁瑣的錄音工作，包括租借大型舞台以重新進行管弦樂團的錄音。由於當時在東寶影城內沒有進行音樂錄音的經驗，設備和設施已經被處理掉，因此必須從零開始準備設備和設施。管弦樂團在這方面一開始感到困惑，因為與音樂會不同，他們必須要發出骯髒的聲音等，但逐漸地，他們開始為畫面帶來有力的演奏，特別是在艾美告別的音樂中，長笛和豎琴加入更多的表情，伊福部評論說道：「藥物效果太好」（薬が効きすぎた）。伊福部表示，他參與了5天的配音工作，大森表示這是他第一次與音樂家一起進行配音。
在開頭的東寶標誌中，插入了由鋼琴和定音鼓組成的減七和弦的激烈樂曲。伊福部表示，雖然接下來的海底場景是寧靜的場景，但考慮到安靜的引子會導致前半部變得遲鈍，而且由於這也是東寶公司成立60週年，所以選擇了一個有活力的開始。伊福部考慮在未來人的主題中使用合成器，但由於在此之前為電影《土俗の亂聲》擔任配樂時，將合成器與管弦樂隊結合在一起並不成功，因此在本作中沒有使用合成器，而是使用了三種聲學樂器：「鋼琴、顫音琴和小號」的无调音乐。艾美的主題使用豎琴等古典樂器，呈現出原聲的效果。
在哥吉拉掃蕩軍隊的場景中，伊福部認為對於與戲劇相適應的音樂來說節奏太慢，但得到了曾在太平洋戰爭中服役的人的好評。在哥吉拉和新堂對峙的場面中，伊福部認為新堂從站起來開始，音樂就開始了，因此對於大森的設想，即從哥吉拉接近的場景開始音樂，他表示「因為這是人類的音樂，所以即使應用於怪獸也是不行的」」而反對了。最終，由於新堂是哥吉拉想像中的形象，他同意透過降低音量的方式來達成。

## 發行

### 家庭媒體
《哥吉拉vs王者基多拉》的DVD版本於1998年由三星影業作為與《哥吉拉vs摩斯拉》的單碟雙影片套裝在美國發行。影像呈現全畫幅（1.33:1），聲音為英語（2.0）。並未提供字幕。附帶的特典包括《哥吉拉vs王者基多拉》和《哥斯拉Vs摩斯拉》的預告片。
索尼藍光版本於2014年5月6日發行，影像採用MPEG-4 AVC（1.85:1），音軌提供日語和英語，附帶的特典包括具有英文字幕的劇場預告片和三段高清預告片。

## 迴響

### 票房
在日本，該電影售出約270萬張電影票，總票房為14.5億日圓。

### 批判性回應
在爛番茄上，《哥吉拉vs王者基多拉》根據9條評論，獲得56%的贊同率，平均評分為4.8/10。Beyond Hollywood的約瑟夫·薩維茨基表示：「這部濃縮廣受歡迎怪獸系列的新作品，是一次令人失望和存在缺陷的努力，不值得使用『哥吉拉』這個名字。」電影歷史學家和評論家大衛·卡拉特（David Kalat）寫道：「儘管存在缺陷、不合邏輯、演員陣容眾多，但《哥吉拉vs王者基多拉》充滿了想法，其豐富的視覺創新，真正的樂趣精神以及有史以來最複雜的情感塑造之一。」

### 爭議
《哥吉拉vs王者基多拉》在海外發行時引起爭議，主要原因包括電影中描繪拉戈斯島上的美軍等虛構二戰歷史情節，引起了美國退伍軍人組織等的抗議，此外，由於明確表示哥斯拉誕生的原因是美國的水爆實驗，再加上當時由於貿易摩擦而惡化的日本—美国关系，美國的發行公司也對此表示反感，該電影不僅沒有在劇院上映，甚至連英語版都未製作。直到1998年，本作品才在美國上映和發售影碟。珍珠港倖存者協會代表珍妮·格勞比茨和導演大森一樹在1998年參與《娛樂今夜》節目中，向其表達了對該電影的譴責，認為它『非常不得體』並對美日關係有害。本多豬四郎批評大森，認為哥斯拉襲擊並碾壓美國軍人的場景「走得太遠」相反的觀點中，哥吉拉歷史學家史蒂夫·賴弗爾指出，美國媒體對電影所謂的反美主義報導「並沒有令人深思熟慮或富有洞察力」。

大森則否認這些指控，表示電影中的美國臨時演員對「被哥斯拉碾碎和擠扁」感到「高興」，在2006年評論有關爭議時，大森表示：
|  | 我不是反美的。我喜歡美國電影，我一直在看美國電影。大多數美國電影在某種程度上都是我製作電影的方式。我只是想拍一部有美國軍隊人物的電影，為了澄清謠言，我並不是反美的。我喜歡美國的戰爭電影，但看著這些年來我看過的所有電影，美國人從來沒有輸過。所以我想他們應該至少輸一次！為什麼美國人永遠不會輸呢？ |

## 獎項
| 年份   | 獎項                 | 類別                 | 入圍                             | 結果 |
| ------ | -------------------- | -------------------- | -------------------------------- | ---- |
| 1991年 | 第11回藤本賞         | 藤本賞               | 田中友幸（本作及其他哥吉拉作品） | 獲獎 |
| 1992年 | 第15屆日本電影學院獎 | 特殊技術賞（特別賞） | 川北紘一                         | 獲獎 |
| 1992年 | 第10屆金總獎         | 日本電影組優秀銀獎   | 哥吉拉vs王者基多拉               | 銀獎 |

### 書籍
- . バンダイ. 1991. ISBN 4891891866.
  - . エンターテイメントバイブルシリーズ50. 企画・構成・編集 安井尚志（日语：安井尚志）（クラフト団）. バンダイ. 1992-12-25. ISBN 4-89189-284-6.
- . 宇宙船文庫. 朝日ソノラマ（日语：朝日ソノラマ）. 1991-11-30. ISBN 4-257-76453-8.
- Gakken MOOK（Gakken）
  - . Gakken MOOK. 監修 田中友幸、責任編集 川北紘一. Gakken. 1991-12-01.
  - . Gakken MOOK. 監修 田中友幸、責任編集 川北紘一. Gakken. 1992-12-10.
  - . Gakken MOOK. 監修 田中友幸、責任編集 川北紘一. Gakken. 1993-12-10.
- てれびくん（日语：てれびくん）デラックス愛蔵版（小学館）
  - . てれびくんデラックス愛蔵版. 構成 間宮尚彦. 小学館. 1991-12-01. ISBN 4-09-101428-3.
  - . てれびくんデラックス 愛蔵版. 構成・執筆 間宮“TAKI”尚彦. 小学館. 2000-01-01. ISBN 4-09-101470-4.
- . 講談社ヒットブックス20. 構成・執筆・編集:岩畠寿明、小野浩一郎（エープロダクション）. 講談社. 1991-12-05. ISBN 4-06-177720-3.
- 東宝SF特撮映画シリーズ（東宝出版事業室）
  - . 東宝SF特撮映画シリーズVOL.6. 東宝出版事業室. 1992-01-15. ISBN 4-924609-38-2.
  - . 東宝SF特撮映画シリーズVOL.7. 東宝出版・商品事業室. 1993-01-15. ISBN 4-924609-43-9.
  - . 東宝SF特撮映画シリーズVOL.9. 東宝 出版・商品事業室. 1994-12-10. ISBN 4-924609-52-8.
  - . 東宝SF特撮映画シリーズVOL.10. 東宝. 1996-01-26. ISBN 4-924609-60-9.
  - . 東宝SF特撮映画シリーズ SPECIAL EDITION. 東宝. 2005-01-25. ISBN 4-924609-89-7.
- . 近代映画社（日语：近代映画社）. 1992. 雑誌コード：05406-12.
- . 構成・執筆:岩畠寿明（エープロダクション）、赤井政尚. 講談社. 1994-09-01. ISBN 4-06-178417-X.
- スタジオ・ハード. . MediaWorks. 1995. ISBN 9784073026983.
- 『幻想映画美術体系 大ゴジラ図鑑』（ホビージャパン）
  - . [監修] 西村祐次、[構成] ヤマダマサミ. ホビージャパン. 1995-01-27. ISBN 4-89425-059-4.
  - . [監修] 西村祐次、[構成] ヤマダマサミ. ホビージャパン. 1995-12-15. ISBN 4-89425-117-5.
- . GAKKEN GRAPHIC BOOKS. 学研. 1996. ISBN 4054006574.
- . 朝日ソノラマ（日语：朝日ソノラマ）. 1996-01-10.
- . 集英社文庫. 企画・構成 冠木新市. 集英社. 1998-07-15 [1993-11]. ISBN 4-08-748815-2.
- 坂井由人; 秋田英夫. . ムックセレクト635. KKロングセラーズ. 1998-07-25. ISBN 4-8454-0592-X.
- キネ旬ムック（電影旬報）
  - . キネマ旬報社. 1998. ISBN 4-87376-503-X.
  - . キネ旬ムック. キネマ旬報社. 2000-12-16. ISBN 4-87376-558-7.
- 西川伸司（日语：西川伸司）. . KCデラックス. 講談社. 1999. ISBN 4-06-334265-4.
- . SEIBIDO MOOK. 特別監修 川北紘一. 成美堂出版（日语：成美堂出版）. 1999-02-20. ISBN 4-415-09405-8.
- 第3版. 竹書房. 1999-12-24 [1993-12-21]. ISBN 4-8124-0581-5.
- . 双葉社の大全シリーズ. 編著 白石雅彦（日语：白石雅彦）、スーパーバイザー 富山省吾. 双葉社. 2003-01-20. ISBN 4-575-29505-1.
- . 監修 川北紘一. 新紀元社（日语：新紀元社）. 2003-04-10. ISBN 978-4-7753-0142-5.
- . 川北紘一 特別監修. キネマ旬報社. 2009-11-30. ISBN 978-4-87376-319-4.
- 洋泉社MOOK 別冊映画秘宝（日语：映画秘宝）（洋泉社）
  - . 洋泉社MOOK. 洋泉社. 2011-08-11. ISBN 978-4-86248-761-2.
  - . 洋泉社MOOK. 洋泉社. 2018-06-14. ISBN 978-4-8003-1461-1.
- . DENGEKI HOBBY BOOKS. 監修：川北紘一. ASCII Media Works. 2012-02-10. ISBN 978-4-04-886119-9.
- . 執筆：元山掌 松野本和弘 浅井和康 鈴木宣孝 加藤まさし. ヴィレッジブックス（日语：ヴィレッジブックス）. 2012-09-28. ISBN 978-4-86491-013-2.
- キャラクター大全（講談社）
  - 講談社 (编). . 講談社. 2014-07-15. ISBN 978-4-06-219004-6.
  - . 講談社. 2020-01-07. ISBN 978-4-06-512925-8.
- 池田憲章（日语：池田憲章）. . 徳間書店. 2014-07-31. ISBN 978-4-19-863838-2.
- . 野村宏平 編著. =笠倉出版社（日语：笠倉出版社）. 2014-08-07 [2004-12-05]. ISBN 978-4-7730-8725-3.
- . 東宝 協力. 小学館. 2014-07-28. ISBN 978-4-09-682090-2.
- . MAGAZINE HOUSE MOOK. マガジンハウス. 2014-09-05. ISBN 978-4-8387-8944-3.
- 西川伸司（日语：西川伸司）. . 洋泉社. 2016-06-24. ISBN 978-4-8003-0959-4.
- . [協力] 東宝. 双葉社. 2016-07-24 [22014-07-06]. ISBN 978-4-575-31156-3.
- . 角川多玩国. 2016-08-06. ISBN 978-4-04-895632-1.
- . TJ MOOK. 宝島社. 2016-08-15 [2014-07-26]. ISBN 978-4-8002-5699-7.
- 別冊映画秘宝編集部 (编). . 映画秘宝COLLECTION. 洋泉社. 2016-09-21. ISBN 978-4-8003-1050-7.
- . 監修 東宝株式会社/協力 東宝 ゴジラ戦略会議. 宝島社. 2018-11-03. ISBN 978-4-8002-8860-8.
- . ホビージャパン. 2020-03-31. ISBN 978-4-7986-2176-0.
- . 双葉社スーパームック. 双葉社. 2020-06-04. ISBN 978-4-575-45842-8.
- 講談社 (编). . 講談社シリーズMOOK. 講談社. 2022-12-21. ISBN 978-4-06-530223-1.

## 外部連結
- 互联网电影数据库（IMDb）上《哥吉拉vs王者基多拉》的资料（英文）
- 爛番茄上《哥吉拉vs王者基多拉》的資料（英文）
- AllMovie上《哥吉拉vs王者基多拉》的资料（英文）
- 開眼電影網上《哥吉拉vs王者基多拉》的資料（繁體中文）
- 时光网上《哥吉拉vs王者基多拉》的資料（简体中文）
- 豆瓣电影上《哥吉拉vs王者基多拉》的資料 （简体中文）